# Campeonato Catarinense da Zona Norte - ACD
Campeonato Catarinense da Zona Norte - ACD era uma das fases regionais do Campeonato Catarinense de Futebol, que era dividido em regiões, neste destacavam-se equipes da região norte catarinense das cidades de joinville, jaraguá do sul, são francisco do sul, mafra, canoinhas, são bento do sul e rio negrinho. em algumas edições houve o enfrentamento com equipes das cidades de blumenau, brusque e porto união.